# Anopheles daciae
Anopheles daciae este o specie de țânțari din genul Anopheles, descrisă de Linton, Nicolescu și Ralph E. Harbach în anul 2004.
Este endemică în Romania. Conform Catalogue of Life specia Anopheles daciae nu are subspecii cunoscute.